# اسبک (قزوین)
اسبک یک منطقهٔ مسکونی در ایران است که در دهستان کوهگیر واقع شده‌است. اسبک ۷۰ نفر جمعیت دارد. مردم روستای اسبک از ایل افشار هستند و به زبان ترکی سخن می‌گویند. اکثریت جمعیت روستا به تهران، کرج، قزوین، الوند، لوشان و منجیل مهاجرت کرده‌اند به همین دلیل جمعیت آن رشد مثبت نداشته است.